# Aeropuerto de Bucarest-Băneasa

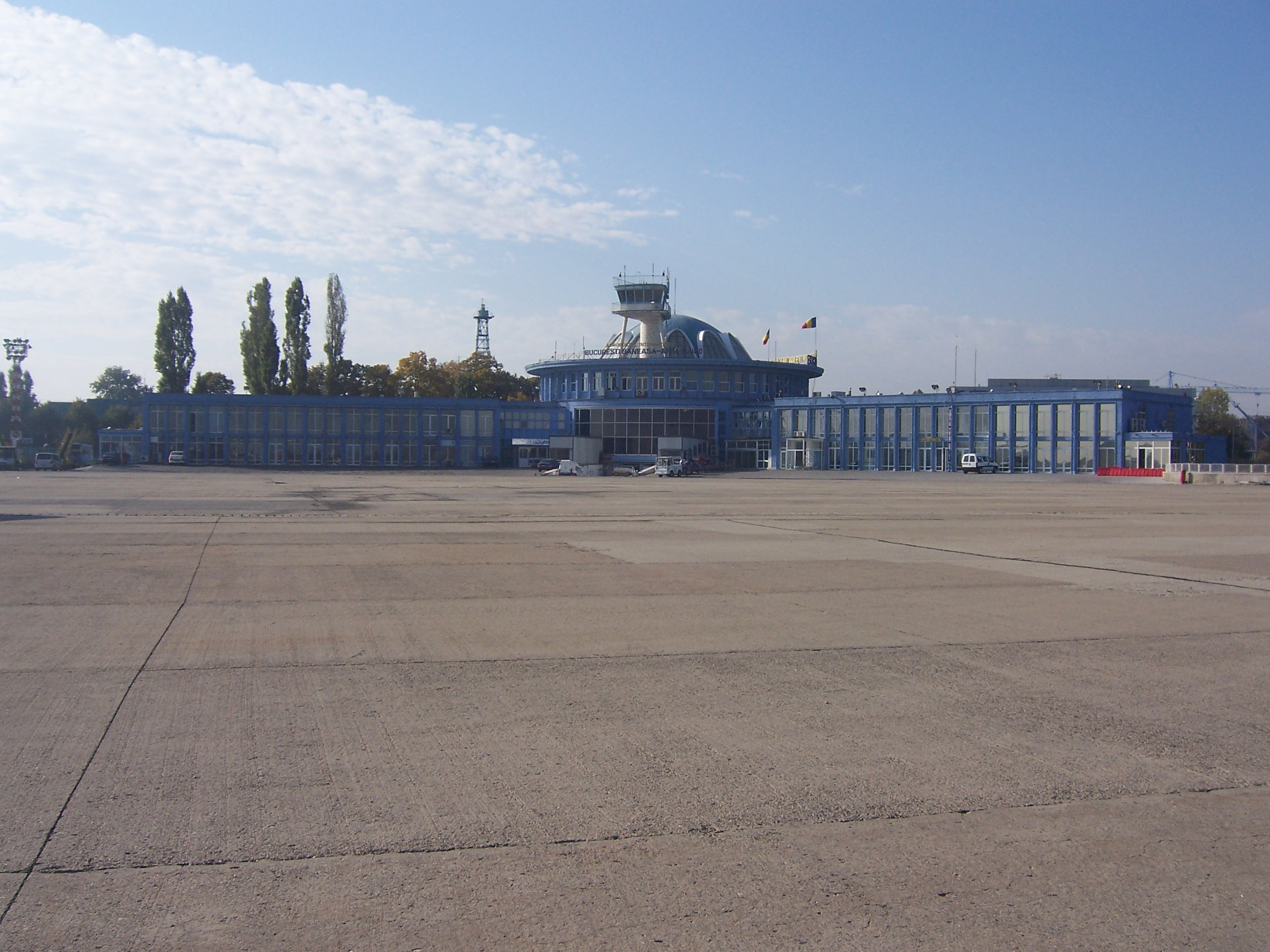
La terminal vista desde la pista.

El Aeropuerto de Bucarest/Baneasa "Aurel Vlaicu"  (IATA: BBU, OACI: LRBS) (también conocido como Aeropuerto Băneasa o Aeropuerto de la ciudad de Bucarest) se encuentra en el distrito de Băneasa, Bucarest, Rumanía. Fue el único aeropuerto de Bucarest hasta 1968, cuando el Aeropuerto de Otopeni (hoy aeropuerto internacional Henri Coandă) fue construido. La decisión de construir un nuevo aeropuerto fue tomada a raíz de la proximidad del aeropuerto de Băneasa al centro de la ciudad y su consiguiente creación de polución y ruido. Es el segundo aeropuerto en Rumanía en términos de tráfico aéreo.

## Historia
El primer vuelo en la zona de Băneasa tuvo lugar en 1909 y fue efectuado por el piloto francés y pionero de la aviación Louis Blériot. En 1912 la primera academia de vuelo de Rumanía fue abierta en el aeródromo de Băneasa. Esto supone que el aeropuerto de Băneasa es el más antiguo en operación del Este de Europa, y uno de los cinco más antiguos del mundo.
En 1920, el aeropuerto albergó a la primera compañía de aviación en Rumanía, y una de las primeras del mundo, la CFRNA (La Compañía Franco - Rumana para la Navegación Aérea), precursora de la compañía de bandera rumana, TAROM. En 1923 la CFRNA construyó las instalaciones para el mantenimiento de aeronaves en Băneasa; en esta base la compañía aeroespacial Romaero fue creada en los 60.
La terminal actual fue diseñada a finales de los 40 e inaugurada en 1952. En ese momento fue considerado uno de los elementos más representativos de la arquitectura de Bucarest. La edificación consiste de una nave con tres salientes en representación de un motor de hélice con tres álabes.
Durante el periodo comunista, el aeropuerto de Băneasa fue la base de operaciones domésticas de TAROM, mientras que el aeropuerto de Otopeni era utilizado como base de operaciones internacional. A comienzos de 2000, TAROM movió todas sus operaciones a Otopeni (rebautizado como Aeropuerto Internacional Henri Coandă). Hoy, el aeropuerto se está convirtiendo en una base de operaciones para las compañías ejecutivas y para aerolíneas de bajo coste, siendo la base de operaciones de Blue Air.

## Acceso a la ciudad
El aeropuerto se encuentra a solo 8 km al norte del centro de Bucarest y es accesible a través de los buses Societatea de Transport București(STB), el tranvía 5 de la STB y los taxis. 

## Estadísticas de tráfico
Ver fuente y consulta Wikidata.
Desde los solo veinte a treinta pasajeros al mes en 2001-2002, BBU atendió a 119.000 pasajeros en 2004 y a 1.768.000 pasajeros en 2008. El incremento es uno de los récords de la historia del transporte aéreo moderno. 

### La "invasión" del bajo coste del 2007
La primera aerolínea de bajo coste que se estableció en BBU fue Blue Air en 2004. Desde enero de 2007 muchas otras aerolíneas europeas de bajo coste (Sky Europe, Wizz Air, Germanwings) comenzaron a volar desde Bucarest BBU a destinos populares europeos. Aunque, el tráfico aéreo en 2007 (en comparación con 2006) pudo haberse doblado; el aeropuerto hubo de ser cerrado durante dos meses en verano de 2007 para modernización, con mejoras importantes, así como planear ampliaciones para años venideros.
EasyJet inició vuelos a Milán y Londres-Gatwick el 29 de octubre de 2007. Sin embargo, como EasyJet no estaba de acuerdo con los requisitos operacionales de Baneasa, efectuó temporalmente sus vuelos a Otopeni. Así permaneció hasta el 30 de marzo de 2008.

### Instalaciones
Las instalaciones son un diseño de los años 40, y fueron construidas para 800.000 pasajeros al año y salidas cada 25 minutos, por lo que pronto se quedaron cortas.
Básicamente la terminal no cuenta con zonas de espera ni salas.
El embarque se produce a pie desde la terminal al avión. 
No se perrmite fumar en el interior. 
El edificio no puede ampliarse, debido a que está rodeado por la ciudad.

### Trabajos de renovación de 2007
El aeropuerto fue cerrado del 10 de mayo al 19 de agosto para efectuar trabajos de renovación. Durante este periodo, todos los vuelos pasaron a ser efectuados desde Otopeni. Se esperaba una renovación de áreas comerciales, restaurantes, una sala VIP y trescientas plazas de aparcamiento. La pista y los sistemas de luces fueron también revisados. Las obras tuvieron un coste estimado de veinte millones de euros.

## Aerolíneas y destinos
Las siguientes aerolíneas operan vuelos regulares al Aeropuerto de Bucarest-Băneasa:
| Aerolíneas  | Destinos                                                               |
| ----------- | ---------------------------------------------------------------------- |
| Air Connect | Estacional: Baia Mare, Suceava, Timișoara                              |
| Fly Lili    | Chárter estacional: Antalya, Bodrum, Enfidha, Hurghada, Sharm el-Sheij |

### Aerolíneas Charter
- Eurojet Romania
- Corendon Airlines (vuelos chárter a Turquía)
- Jet Tran Air
- Nouvelair (Monastir)

La mayoría de vuelos chárter a Bucarest utilizan el Internacional Aurel Vlaicu debido a su proximidad al centro de la ciudad.